# Mainpuri

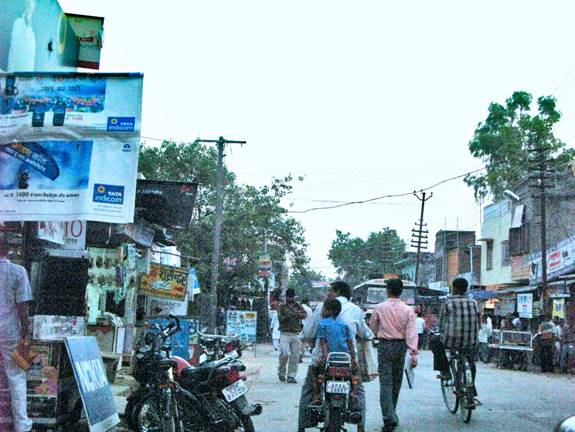
Gata i Mainpuri.

Mainpuri är en stad i den indiska delstaten Uttar Pradesh, och är administrativ huvudort för distriktet Mainpuri. Staden hade 120 400 invånare vid folkräkningen 2011, med förorter 136 557 invånare.